# Messa di vespiri
Messa di vespiri è il secondo album in studio del gruppo musicale italiano Articolo 31, pubblicato il 25 febbraio 1994 dalla Crime Squad.
L'album vendette circa 160 000 copie e fu ristampato tre anni più tardi dalla Best Sound il 25 febbraio 1997 e nuovamente nel 2012 da TV Sorrisi e Canzoni con l'aggiunta di una traccia bonus. Un'ulteriore ristampa dell'album, questa volta nel formato LP, è avvenuta il 12 settembre 2016 presso il portale e-commerce Amazon.com.

## Descrizione
Il titolo dell'album è l'abbreviazione di messaggio, divertimento e spiritualità, tre elementi base dell'album.
Il brano È già storia è composta da scratch di DJ Jad di alcuni brani tratti dal precedente lavoro degli Articolo 31 Strade di città, tra cui è riconoscibile Tocca qui. Andiamo a lavorare, invece, presenta una gag nella quale J-Ax, DJ Jad e il fonico Umberto Zappa si immedesimano in musicisti e abbozzano quelli che dovrebbero essere degli assoli.
Tra i singoli estratti, Ohi Maria divenne molto popolare arrivando a vincere Un disco per l'estate.

## Tracce
Testi di Alessandro Aleotti, musiche di Vito Perrini, eccetto dove indicato.
1. Posso entrare? – 1:43 (testo: A. Aleotti, C.E. De Pascale – musica: V. Perrini, G. Godi)
2. Messa di vespiri – 5:42
3. Mr. gilet di pelle – 4:33
4. Dammi retta – 0:19
5. Ti tiro scemo (feat. Solo Zippo) – 4:43
6. È già storia – 2:38
7. Libero stile uno – 1:08
8. Meus queridos fãs – 0:19
9. Maria Maria - Ohi Maria – 4:20 (testo: A. Aleotti, M.B. Harris – musica: V. Perrini, F. Cogliati, S. Areggasc Savorelli)
10. Lega ... L ... – 0:22
11. Il mio fuoco – 3:51
12. Io Zak e la tromba (feat. DJ Zak) – 3:45
13. 144/0031 – 2:22 (testo: Mila Jelmini – musica: F. Godi, V. Perrini)
14. Voglio una lurida – 4:00
15. Andiamo a lavorare – 1:39
16. Un'altra cosa che ho perso – 3:46
17. Non ce la fai – 0:29
18. Stiloso con stile (J-Ax Remix) – 4:38
19. Lasciami fare – 1:10
20. Mollami – 3:56
21. Libero stile due – 1:11
22. Una per i miei fratelli – 4:45

Traccia bonus nell'edizione CD Tutta scena
1. Tocca qui (Remix)

## Formazione
Gruppo
- J. Ax – rapping, voce
- D.J.Jad – giradischi, programmazione

Altri musicisti
- Fausto Cogliati – chitarra
- Giacomo Godi – tastiera
- Alberto – cori
- Wlady – cori
- Tiziano – cori
- Rex – cori
- Craze – cori
- Saroglia – cori
- Lupo – cori
- Andrea Ruggeri – voce (traccia 1)
- Solo Zippo – voce aggiuntiva (traccia 5)
- Dilene Ferraz – coro (traccia 9a)
- Lara Saint Paul – cori (traccia 9b)
- Mark Harris – cori (traccia 9b)
- Pier Quinto Cariaggi – cori (traccia 9b)
- Fly Down – cori (traccia 11)
- DJ Zak – scratch aggiuntivi (traccia 12)
- Mila by Night – voce (traccia 13)
- Ridillo – cori (traccia 14)
- Lola – voce (traccia 16)
- Mario Saroglia – pianoforte (traccia 22)

Produzione
- Franco Godi – produzione
- Umberto Zappa – fonico

## Classifiche
| Classifica (1995) | Posizione massima |
| ----------------- | ----------------- |
| Italia            | 26                |